# Molophilus pilosulus
Molophilus pilosulus är en tvåvingeart som beskrevs av Edwards 1924. Molophilus pilosulus ingår i släktet Molophilus och familjen småharkrankar. Inga underarter finns listade i Catalogue of Life.